# Xayacamach
Xayacamach di Tizatlan (1450/1455 – prima del 1500) è stato un poeta azteco originario dello stato precolombiano di Tlaxcala, nato tra il 1450 ed il 1455.

## Biografia
Era il figlio del "Señor de Aztahua de Tizatlan". Ne prese il posto come governatore, partecipando all'incontro organizzato da Tecayehuatzin di Huextonzinco per parlare del significato di "fiore e canzone", che è il posto da cui siamo venuti a conoscenza dei suoi poemi.
Si sa che è morto prima del 1500 perché in quest'anno suo fratello, Xicohtencatl, era il governatore dell'altepetl di Tizatlan. Appoggiò i Huastechi nella loro guerra contro i Mexica.